# Président de la république du Rwanda
Le président de la république du Rwanda (en anglais : President of the Republic of Rwanda ; en kinyarwanda : Perezida wa Repubulika y'u Rwanda ; en swahili : Rais wa Jamhuri ya Rwanda) est le chef de l'État du Rwanda. Ses compétences politiques et institutionnelles sont régies par la Constitution.

## Système électoral
Le président rwandais est élu au scrutin uninominal majoritaire à un tour pour un mandat de cinq ans renouvelable une fois. Est élu le candidat qui obtient la majorité relative des suffrages,.
Avant une révision constitutionnelle adoptée par référendum en décembre 2015, la durée du mandat était de sept ans, également renouvelable une seule fois. La révision ne s'applique cependant qu'après un dernier mandat transitoire de sept ans, pourvus en 2017, après quoi les mandats sont de cinq ans. La limite du nombre de mandat est par ailleurs remise à zéro, les septennats effectués avant 2024 ne comptant pas dans le décompte des mandats présidentiels suivants. Depuis 2024 le mandat présidentielle est de 5 ans